# Synargis victrix
Synargis victrix is een vlindersoort uit de familie van de prachtvlinders (Riodinidae), onderfamilie Riodininae.
Synargis victrix werd in 1901 beschreven door Rebel.